# Мчедлішвілі Давид Васильович
Давид Васильович Мчедлішвілі (1914, Сігнагі, тепер Грузія — 2001, Тбілісі, Грузія) — грузинський радянський державний діяч, журналіст, редактор грузинської республіканської газети «Комуністі», секретар ЦК КП Грузії. Член ЦК КП Грузії. Депутат Верховної ради Грузинської РСР 4—9-го скликань.

## Життєпис
У 1931—1935 роках — відповідальний секретар, заступник редактора районної газети «Колмеурне» (місто Сігнахі Грузинської РСР).
У 1935—1941 роках — у редакції газети «Молодий комуніст», журналу «Молодий більшовик», редактор журналу «Піонер», газети «Молодий комуніст» Грузинської РСР.
Член ВКП(б) з 1939 року.
У 1941—1946 роках — секретар ЦК ЛКСМ Грузії.
У 1946—1949 роках — слухач Вищої партійної школи при ЦК ВКП(б) у Москві.
До 1952 року — завідувач відділу пропаганди та агітації ЦК КП(б) Грузії; редактор грузинського республіканського журналу «Більшовик».
У 1952—1953 роках — редактор тбіліської обласної газети «Гамарева» («Перемога»).
У 1953—1954 роках — редактор грузинської республіканської газети «Комуністі».
18 лютого 1954 — 29 травня 1957 року — секретар ЦК КП Грузії.
У 1958—1979 роках — редактор грузинської республіканської газети «Комуністі».
Обирався секретарем (у 1958 році), головою Спілки журналістів Грузинської РСР, потім головою Ради ветеранів Федерації журналістів Грузії.
З 1980 року працював у науково-дослідній лабораторії журналістики Тбіліського державного університету. 
Помер у 2001 році в Тбілісі.

## Нагороди
- орден Леніна (4.05.1962)
- два ордени Трудового Червоного Прапора (2.04.1966, 9.09.1971)
- орден Червоної Зірки
- орден «Знак Пошани»
- орден Честі (Грузія) (1996)
- медалі
- Заслужений журналіст Грузинської РСР (1970)